# Louise Glover
Louise Glover (St Helens, Inglaterra, 8 de febrero de 1983) es una modelo y fotógrafa inglesa. Es conocida principalmente por sus apariciones como modelo de glamour en revistas playboy, FHM, Bizarre y Maxim y tabloides como The Sun y Daily Star, entre otras publicaciones.